# Viktor Hälg
Viktor Hälg OSB (* 12. November 1906 in Kirchberg SG als Anton Hälg; † 29. November 1975 in Feldkirch) war ein Schweizer Missionsbenediktiner und Abtbischof von Ndanda in Tansania.

## Leben
Anton Hälg trat 1927 in das Noviziat der Benediktiner-Erzabtei Sankt Ottilien ein, erhielt den Ordensnamen Viktor und legte am 5. November 1928 die Profess ab. Am 6. März 1932 empfing er die Priesterweihe. Von Erzabt Chrysostomus Schmid wurde Pater Viktor 1933 in die Mission nach Ostafrika ausgesandt, wo er nacheinander Rektor des Lehrerseminars in Ndanda (Tansania), 1939 Generalvikar der Abtei-Diözese und 1942 Prior der Abtei wurde. Anfang 1949 ernannte ihn Papst Pius XII. zum Bischofskoadjutor des Abtbischofs Joachim Ammann und Titularbischof von Baia. Seine Bischofsweihe erfolgte am 29. Juni 1949 durch den Missionsbischof Edgar Aristide Maranta OFMCap. Mitkonsekratoren waren der Apostolische Vikar von Sansibar, John Joseph McCarthy CSSp, und der Apostolische Vikar von Iringa, Attilio Beltramino IMC.
Am 15. Dezember 1949 folgte Viktor Hälg seinem Vorgänger Ammann als Abtordinarius der Gefreiten Abtei Ndanda nach.
Abtbischof Hälg nahm als Konzilsvater an allen vier Sitzungsperioden des II. Vaticanums teil.
Mit der Erhebung der Gefreiten Abtei Ndanda zum Bistum Mtwara am 18. Dezember 1972 gab Abtbischof Viktor dessen Leitung an den einheimischen Klerus ab, behielt aber die Leitung der Benediktinerabtei Ndanda. Viktor Hälg starb 1975 im Alter von 69 Jahren an den Folgen eines Verkehrsunfalls.